# Fanny-Estelle Posvite
Fanny-Estelle Posvite, née le 27 mai 1992 à Limoges, est une judokate française évoluant dans la catégorie des moins de 78 kg (moins de 70 kg jusqu'en 2019).

## Biographie
En 2013, Fanny-Estelle Posvite est médaillée de bronze individuellement et par équipes en moins de 70 kg à l'Universiade d'été de Kazan, médaillée d'argent par équipes aux Championnats d'Europe de Budapest et médaillée d'or aux Jeux méditerranéens de Mersin. En 2014, elle termine deuxième du tournoi Grand Chelem de Paris de judo et remporte la médaille d'or par équipes aux Championnats d'Europe.
Aux Championnats du monde de judo 2015 à Astana, elle remporte la médaille de bronze en moins de 70 kg. Elle remporte aussi en 2015 le tournoi de Prague et termine troisième du Masters mondial de judo.
Elle est aussi médaillée de bronze en moins de 70 kg aux Championnats d'Europe de judo 2016 à Kazan.
Aux Championnats d'Europe de judo 2021 à Lisbonne, elle remporte la médaille de bronze en moins de 78 kg.

## Palmarès
| Année | Compétition           | Lieu      | Résultat | Catégorie      |
| ----- | --------------------- | --------- | -------- | -------------- |
| 2015  | Championnats du monde | Astana    | 3e       | Moins de 70 kg |
| 2016  | Championnats d'Europe | Kazan     | 3e       | Moins de 70 kg |
| 2021  | Championnats d'Europe | Lisbonne  | 3e       | Moins de 78 kg |
| 2025  | Championnats d'Europe | Podgorica | 3e       | Moins de 78 kg |